# Aelurostrongylus abstrusus
Aelurostrongylus abstrusus е кръгъл паразитен червей обитаващ бронхиолите и алвеолите на представители от семейство Котки. Разпространени са повсеместно като по-голяма плътност имат в Северна и Южна Америка и Австралия. Срещат се и в Европа.

## Морфологични особености
Женските са с размери около 9 – 10 mm, а мъжките 4 – 6 mm. Ларвите са с дължина 360 – 390 μm.

## Жизнен цикъл
Яйцата се излюпват в дихателните пътища и се придвижват към глътката. Със слюнката се поглъщат, преминават през стомашно-чревния тракт и с изпражненията се отделят извън гостоприемника. Тук те биват поети от междинни гостоприемници охлюви. В тях ларвата преминава в ларва втори, а по-късно и трети стадий. Допълнителните гостоприемници са птици, гущери или мишевидни гризачи, които изяждат инвазирани охлюви. Заедно с тях поглъщат и ларвите. Крайните гостоприемници се заразяват основно при консумация на птици и гризачи. Освободената в храносмилателния тракт ларва по кръвен път достига до белите дробове и за няколко дена се превръща във възрастна форма способна да снася яйца.